# オーム
オーム（英: ohm、記号: Ω）は、国際単位系（SI）において一貫性のある電気抵抗（レジスタンス）、およびインピーダンスやリアクタンスの単位である。固有の名称をもつSI組立単位のひとつであり、この名称は電気抵抗に関するオームの法則を発見したドイツの物理学者ゲオルク・ジーモン・オームに由来する。
単位の記号にはギリシャ文字の大文字のΩ（オメガ）が用いられる。これはオームの頭文字であるラテン文字のO（オー）では、数字の0（ゼロ）と混同されやすいからである。なお、ゲオルグ・オームの名前をギリシャ文字で表記すると Γκέοργκ Ωμ である。
電気抵抗を表すための単位は、初期の電信業務に関連して経験的にいくつか作られてきた。1861年に英国科学振興協会が、メートル法の力学単位から組み立てられる絶対単位を、実用上便利な大きさとなるように10の冪乗の倍量単位としてオームを提唱した。オームの定義はその後何度か修正された。

## 定義
現行の国際単位系（SI）では、7つの物理定数の数値を固定することでSIを定義し、すべてのSI単位が定義定数から直接に構成される。一貫性のある電気抵抗のSI単位であるオーム（記号: Ω）は、電気素量 e とプランク定数 h により
{\displaystyle \Omega ={\frac {h/e^{2}}{(6.626~070~15\times 10^{-34})/(1.602~176~634~\times 10^{-19})^{2}}}={\frac {h/e^{2}}{25~812.807~45\ldots }}}
として構成される。

### 他の単位との関係
すべてのSI単位が7つの定義定数から直接に構成されるが、現行のSIでも基本単位と組立単位の分類は維持されており、組立単位であるオームは、基本単位の秒（記号: s）、メートル（記号: m）、キログラム（記号: kg）、およびアンペア（記号: A）に
{\displaystyle \Omega ={\frac {{\text{kg}}\ {\text{m}}^{2}}{{\text{s}}^{3}\ {\text{A}}^{2}}}}
で関係付けられる。
オームに関する主要な単位方程式としては、オームの法則に基づいて電圧と電流のSI単位ボルト（記号: V）とアンペアに関係付ける
{\displaystyle \Omega ={\frac {\text{V}}{\text{A}}}}
が挙げられる。
電気工学において基本的な3つの物理量の単位オーム、ボルト、アンペアを結びつけるこの関係式は、電気計測と電気単位の発展において重要な役割を果たした。
すなわち、電気計測における測定標準は、単位の一貫性を保つためには抵抗標準、電圧標準、電流標準のすべてを独立に取ることはできない。
電気抵抗における発熱（ジュール熱）に関するジュールの法則に基づいて仕事率のSI単位であるワット（記号: W）と関係付ける
{\displaystyle \Omega ={\frac {\text{W}}{{\text{A}}^{2}}}={\frac {{\text{V}}^{2}}{\text{W}}}}
も電気単位の発展に重要な役割を果たした関係式である。
ワットは力学単位であり、この関係式は力学と関係付けられた絶対単位による絶対測定と、電気標準により現示された単位による直接測定とを結びつける関係式の一つである。さらには精密な電気計測と力学計測の結びつきはワット天秤法によるプランク定数の測定を可能として、現行のSIへの再定義に際して重要な役割を果たした。
容量性と誘導性のリアクタンスの関係から、静電容量とインダクタンスの単位ファラド（記号: F）とヘンリー（記号: H）とは
{\displaystyle \Omega ={\frac {\text{s}}{\text{F}}}={\frac {\text{H}}{\text{s}}}}
で関係付けられる。また、コンダクタンスの単位ジーメンス（記号: S）とは
{\displaystyle \Omega ={\frac {1}{\text{S}}}}
で関係付けられる。

## 倍量・分量単位
| 分量                         | 分量 | 分量           |        | 倍量 | 倍量         | 倍量 |
| 値                           | 記号 | 名称           | 値     | 記号 | 名称         |      |
| 10−1 Ω                       | dΩ   | デシオーム     | 101 Ω  | daΩ  | デカオーム   |      |
| 10−2 Ω                       | cΩ   | センチオーム   | 102 Ω  | hΩ   | ヘクトオーム |      |
| 10−3 Ω                       | mΩ   | ミリオーム     | 103 Ω  | kΩ   | キロオーム   |      |
| 10−6 Ω                       | µΩ   | マイクロオーム | 106 Ω  | MΩ   | メガオーム   |      |
| 10−9 Ω                       | nΩ   | ナノオーム     | 109 Ω  | GΩ   | ギガオーム   |      |
| 10−12 Ω                      | pΩ   | ピコオーム     | 1012 Ω | TΩ   | テラオーム   |      |
| 10−15 Ω                      | fΩ   | フェムトオーム | 1015 Ω | PΩ   | ペタオーム   |      |
| 10−18 Ω                      | aΩ   | アトオーム     | 1018 Ω | EΩ   | エクサオーム |      |
| 10−21 Ω                      | zΩ   | ゼプトオーム   | 1021 Ω | ZΩ   | ゼタオーム   |      |
| 10−24 Ω                      | yΩ   | ヨクトオーム   | 1024 Ω | YΩ   | ヨタオーム   |      |
| 10−27 Ω                      | rΩ   | ロントオーム   | 1027 Ω | RΩ   | ロナオーム   |      |
| 10−30 Ω                      | qΩ   | クエクトオーム | 1030 Ω | QΩ   | クエタオーム |      |
| よく使われる単位を太字で示す |      |                |        |      |              |      |

電気・電子の分野で一般的に用いられる倍量・分量単位は、マイクロオーム、ミリオーム、キロオーム、メガオーム、ギガオームである。英語圏において、キロオーム (kiloohm)、メガオーム (megaohm) について接頭辞の最後の母音が欠落した「キルオーム」(kilohm)、「メグオーム」(megohm) の形で表記・発音されることがあり、NISTは慣習としてこれらを容認している。同様に、ギガオーム (gigaohm) についても非公式に「ギグオーム」(gigohm)と表記・発音されることがある。
日本においては、かつてはメグオームの読みが使われていたが、若年の技術者を中心にメガオームという読みが広まっており、年配の技術者がこれを誤りと指摘する場面がしばしば見られる。法令では、「メガオーム」という正式な表記が、電気通信事業法などにある。

## 組立単位

### ジーメンス、モー
オームの測定値の逆数は、コンダクタンスの単位であるジーメンスの測定値となる。コンダクタンスの単位は、かつては ohm を逆につづった mho（モー、℧）が用いられていた。

### オーム・メートル
電気抵抗 R(Ω) は R = ρL/A と表される（L: 導体長 (m)、A: 導体断面積 (m2)）。比例係数 ρ を電気抵抗率といい、その単位は Ω·m2/m = Ω·m（オーム・メートル）となる。1オーム・メートルは、「長さ1メートル、断面積1平方メートルの導体の電気抵抗が1オームであるときの導体の電気抵抗率」と定義できる。

## 歴史
19世紀後半の電気工学の急速な発達は、電気に関する物理量のための、合理的で、一貫性のある、矛盾のない、国際的な単位系の需要を引き起こした。19世紀の電信技手や他の初期の電気の利用者は、実際的で標準的な電気抵抗のための計測単位を必要とした。電気抵抗は、しばしば基準とする長さの電信用電線の抵抗の倍数として表されたが、異なる機関では異なる基準を使われたので、単位はすぐに換算できなかった。このように定義された電気の単位は、エネルギーや時間などの力学単位と一貫性がないため、エネルギーや仕事率と電気抵抗を関連付ける計算においては、変換係数が必要であった。
電気の単位系を構成するに当たって、異なる2つの方法を選ぶことができた。1つは定まった大きさの電気抵抗や電圧などを与える電気標準として、特定の長さの電線や標準電池などの人工物を指定する方法である。もう1つは、電気の単位を力学の単位に関連づけて定義する方法である。例えば、電流の単位は2本の電線に電流を流した時に電線に働く力により定義することができるし、電荷の単位は2つの荷電した物体に働く力により定義することができる。後者の方法は、エネルギーの単位との間で一貫性を確実にする。エネルギーや時間の単位と一貫性のある抵抗の単位を定義するためには、実際には電圧と電流の定義も必要となる。「1単位の電圧が1単位の電気抵抗に1単位の電流を流し、このとき1単位の時間で1単位の電気量が運ばれ、1単位の仕事が行われる」というように定義できれば望ましい。そうでなければ、あらゆる電気に関する計算に換算が必要になる。
電気抵抗の測定標準として、様々な人工物が提案された。1860年にヴェルナー・フォン・ジーメンスは再現可能な電気抵抗の標準についての提案を行った。彼の提案は断面積 1 mm2、長さ 1 m の水銀柱の温度 0 °C における電気抵抗を単位とするもので、ジーメンス水銀単位と呼ばれる。水銀を用いて定義されたのは、常温で液体の金属（電気導体）である水銀は断面積の調整が容易なためである。ジーメンス水銀単位は後に定義されたオームにほぼ等しく、およそ 0.9534 Ω であり、したがって温度 0 °C における水銀の電気抵抗率はおよそ 0.9534 µΩ m である。このジーメンスの提案による単位は他の単位との一貫性がない。水銀柱の長さを調整して、一貫性を持った単位に値を合わせるという提案もあった。要求される精度で計測学実験を行うためのリソースを単位の全てのユーザーが持っているわけではないので、物理的な定義に基づいた標準は必要とされた。
電荷と電流のいわゆる「絶対単位」 (absolute units)が質量・長さ・時間の単位の組合せとして表されるので、電圧・電流・電気抵抗の間の次元解析により、電気抵抗は時間あたりの長さ、つまり速度の単位で表されることが示される。初期の電気抵抗の単位の定義は、例えば、単位抵抗を「1秒につき地球の外周の四半分（＝109 cm/s）」のように定義した。
絶対単位系は、磁気的・静電的な量を質量・時間・長さのメートル法の基本単位と関連づけた。これらの単位には、電磁気の問題の解決で使われる方程式を単純化するという大きな利点があり、電気に関する量についての計算で換算が不要になった。しかし、CGS単位では、実際的な寸法のために非実用的な大さきを持つことがわかった。
1861年の英国科学振興協会（BAAS）の第31回会議において、ジョサイア・ラティマー・クラークとチャールズ・ティルストン・ブライトらは、電気計測における標準の必要性を指摘し、電圧、電気量、電流および電気抵抗の標準を提案すると同時に、それらの名称として著名な学者に由来する「オーマ」（Ohma）、「ファラド」（Farad）、「ガルバ」（Galvat）および「ボルト」（Volt）を提案した。同会議において、ウィリアム・トムソンらを電気抵抗の標準について報告させる委員として指名した。翌1862年のBAASの第32回会議の報告書では、最も利便性の高い電気抵抗の単位を決定する要件として
1. 使いやすい大きさであること
2. 電気計測のための完全なシステムの一部であること
3. エネルギーの単位と一貫性があること
4. 補正や置換えが要求されず、不変であること
5. 正確に再現可能であること

が挙げられた。同時にフランスの計量体系（メートル法）に基づくべきであるとの見解も示された。
1864年の委員会の第3報告書では、抵抗の単位は「B.A.単位 (B.A. unit) 」または「オーマド (Ohmad)」と呼ばれていた。1867年までに、単位は単に「オーム (Ohm)」と呼ばれるようになった。1874年、BAASは、電圧の単位ボルトと共に、新しく定義したオーム（B.A.オーム）を採用した。B.A.オームは現行のオームとほぼ同じ大きさであるが、定義の仕方は異なる。当時の単位系の標準はCGS-emu単位系であり、B.A.オームはCGS-emuの電気抵抗の単位の109倍とすることを意図していたが、計算誤りにより1.3%小さく定義された。この109という係数は、ジーメンスの水銀単位とほぼ同じ量になるように選ばれたものである。これは、実験室で再現可能な量をSI接頭語なしで表すための、倍量単位の便利な別名であり、実用単位 (practice unit) と呼ばれた。
1881年9月21日、国際電気会議（国際電気標準会議 (IEC)の前身）は実用単位としてのオームを承認した。その定義は、ジーメンスの水銀単位とほぼ同じである。1884年にパリで開かれた国際電気会議で、再現可能な標準である「法的オーム (legal ohm) 」を、指定された重さで長さ106cmの水銀柱の電気抵抗と定義した。この106cmという値は、B.A.単位（104.7cmに等しい）、シーメンス単位（定義上100cm）、CGS単位の間の妥協によるものである。「法的」という名称にもかかわらず、この標準はどの国も国家標準として採用しなかった。「国際オーム (international ohm) 」は、1893年にシカゴで開かれた国際電気会議で採択されたもので、長さ106.3cm、質量14.4521g、温度0°Cの水銀柱の電気抵抗と定義された。この定義は、いくつかの国で採用された。
1946年の国際度量衡委員会 (CIPM) の決議により、人工物による定義に代えて、ボルトとアンペアから組み立てる現行の定義になった。元が実用単位であったにもかかわらず、オームが基本単位アンペアから導出できるのは、アンペアもかつては実用単位で、恣意的に選ばれた係数を含むからである。

### 歴史的な電気抵抗の単位
| 単位                                              | 定義                                                                                   | B.A.オームによる値 | 備考                                                               |
| ------------------------------------------------- | -------------------------------------------------------------------------------------- | ------------------ | ------------------------------------------------------------------ |
| 絶対フィート毎秒(absolute foot/second) × 107      | FPS単位系                                                                              | 0.3048             | 1884年時点で既に時代遅れであるとみなされていた。                   |
| トムソン単位(Thomson's unit)                      | FPS単位系                                                                              | 0.3202             | 108 フィート毎秒。1884年時点で既に時代遅れであるとみなされていた。 |
| ヤコビの抵抗単位(Jacobi's unit of resistance)     | 特定の銅の合金でできた、直径1ミリメートルの円形の横断面による1メートルの銅線の電気抵抗 | 0.6367             | 1850年代に使用された                                               |
| ウェーバーの絶対単位(Weber's absolute unit) × 107 | メートルと秒に基づく                                                                   | 0.9191             |                                                                    |
| ジーメンス水銀単位                                | 1860年                                                                                 | 0.9537             | 断面積1 mm2、長さ100 cmの純粋な水銀柱の0 °Cにおける電気抵抗        |
| B.A.オーム                                        | 1863年                                                                                 | 1.000              | 1863年にキュー天文台に預けられた標準コイルの電気抵抗               |
| Digney, Breguet, Swiss                            |                                                                                        | 9.266–10.420       | 断面積4 mm2、長さ1 kmの鉄線の電気抵抗                              |
| Matthiessen                                       |                                                                                        | 13.59              | 直径1/16インチ、長さ1マイルのなまし銅線の15.5 °Cにおける電気抵抗   |
| Varley                                            |                                                                                        | 25.61              | 直径1/16インチ、長さ1マイルの銅線の電気抵抗                        |
| German mile                                       |                                                                                        | 57.44              | 直径1/6インチ、長さ1ドイツマイル（8238ヤード）の鉄線の電気抵抗     |
| アブオーム (abohm)                                |                                                                                        | 10−9               | CGS単位系の電磁単位                                                |
| スタットオーム (statohm)                          |                                                                                        | 8.987551787×1011   | CGS単位系の静電単位                                                |

## 標準の現示
水銀柱によるオームの標準の現示法は再現が難しいことがわかった。これは、ガラス管の断面積が一定でないためである。様々な抵抗コイルが英国学術協会やその他の団体によって造られ、抵抗の単位の物理的な人工物基準として使用された。温度・気圧・湿気・時間の標準に対する効果が見つけられ分析されたため、これらの人工物の長期の安定性と再現可能性は研究の進行中の分野となった。
人工物による標準は未だに使われているが、正確に形成された誘導子とコンデンサによる計測学の実験により、基本的な基礎がオームの定義に提供された。1988年の国際度量衡委員会の勧告により、1990年よりオームの値は量子ホール効果に基づき、フォン・クリッツィング定数（RK=25812.8074593045... Ω）を用いて決定されている。較正のために扱いやすい値を持つ他の標準の安定性をチェックするのに、量子ホール効果は使われる。

## 符号位置
| 記号 | Unicode | JIS X 0213 | 文字参照               | 名称   |
| ---- | ------- | ---------- | ---------------------- | ------ |
| Ω    | U+2126  | -          | &#x2126; &#8486;       | オーム |
| Ω    | U+03A9  | 1-6-24     | &Omega; &#x3A9; &#937; | オメガ |

オームの単位記号は、コードポイントU+2126 Ω ohm signでUnicodeにコード化されている。しかしこれは、既存の文字コードとの互換性のために用意されている互換文字である。Unicode標準では、この文字の代わりにU+03A9 Ω greek capital letter omega、つまりギリシャ文字の大文字のΩ（オメガ）を使うことを推奨している。「次の3つの文字様記号は、普通の文字と正準等価である: U+2126 Ω ohm sign、U+212A K kelvin sign、U+212B Å angstrom sign。これら3つの全ての文字については、普通の文字が使われなければならない。」
| 記号 | Unicode | JIS X 0213 | 文字参照          | 名称       |
| ---- | ------- | ---------- | ----------------- | ---------- |
| ㌊   | U+330A  | -          | &#x330A; &#13066; | 全角オーム |
| ㏀   | U+33C0  | -          | &#x33C0; &#13248; | キロオーム |
| ㏁   | U+33C1  | -          | &#x33C1; &#13249; | メガオーム |

また、Unicodeには、オームおよびその倍量単位を表す上記の文字が収録されている。これらはCJK互換用文字であり、既存の文字コードに対する後方互換性のために収録されているものであるので、使用は推奨されない。